# Paul Hermann Müller
Paul Hermann Müller [milr] (12. ledna 1899 Olten – 13. října 1965 Basilej) byl švýcarský chemik, který se zabýval výzkumem v oblasti agrochemie. V roce 1939 vyvinul insekticid DDT, který byl posléze použit k likvidaci přenašečů mnoha chorob, zejména pak malárie. Roku 1948 za to dostal Nobelovu cenu za fyziologii a medicínu.